# Игнашево (Лычёвская волость)
Игнашево — деревня в Великолукском районе Псковской области России. Входит в состав сельского поселения «Успенская волость».
Расположена на левом берегу реки Кунья, в 34 км к юго-востоку от райцентра Великие Луки и в 16 км к северу от волостного центра Успенское.

## Население
Численность населения деревни по состоянию на 2000 год составляла 11 жителей, на 2010 год — 14 жителей.

## История
До 2005 года деревня входила в состав ныне упразднённой Федорковской волости.